# Gryon dubitatum
Gryon dubitatum är en stekelart som först beskrevs av Charles Thomas Brues 1940.  Gryon dubitatum ingår i släktet Gryon och familjen Scelionidae. Inga underarter finns listade i Catalogue of Life.